# 宝可梦+信长之野望
《宝可梦＋信长之野望》是2012年由光荣特库摩开发，任天堂和寶可夢公司发行的一款战略角色扮演游戏。该游戏是宝可梦系列和信长之野望系列的跨界作品。

## 发售
2011年12月17日，《宝可梦＋信长之野望》的官方网站开通。在集英社举办的“Jump Festa”活动中，任天堂和光荣特库摩宣布游戏将在2012年发售。2012年1月20日，官方宣传视频在Youtube上放出。3月17日，游戏在日本发售。6月18日，游戏在北美发售。本作统计销量为344127份。

## 游戏玩法
游戏故事发生在乱世地区，有17个城市，玩家通过操纵麾下的武将与他们的宝可梦，在各个各有特色、与宝可梦游戏中的属性相关的城市进行战棋模式的战斗，最终目标是统一整个地区。战斗的棋盘为方格形，双方同时派出最多6只精灵，战斗为回合制，每只精灵一回合可以移动加攻击一次，最终目标为击败对方全体精灵或夺得所有旗帜。与大多数宝可梦系列游戏不同，本作中一只宝可梦只能使出一个招式，对战斗造成影响的还有地形、携带道具、一场战斗只能使用一次的武将能力等。